# ولاية بايلسا
ولاية بايلسا هي إحدى ولايات نيجيريا الست والثلاثين وعاصمتها يوناجوى، وتقع في جنوبي نيجيريا بين ولايتي دلتا وريفرز. أنشئت الولاية يوم 1 أكتوبر سنة 1996 ويبلغ عدد سكان الولاية حوالي 1,998,349 نسمة حسب إحصاء 2005.

## الأقسام الإدارية
تنقسم ولاية بايلسا إلى 8 مناطق حكم محلي وهي:
- براسّ
- ايكيريمور
- كولوكوما\أوبوكوما
- نيمبي
- أوجبيا
- ساجباما
- جنوب إيجاو
- يوناجوى

## أعلام
- ستانلي أوهاويتشي
- بيتر إبيموبوي